# Tarras (Neuseeland)
Tarras ist eine kleine Siedlung im Central Otago District der Region Otago auf der Südinsel von Neuseeland.

## Geographie
Die Siedlung befindet sich rund 27 km südöstlich von Wanaka und rund 27 km nordöstlich von Cromwell, am nordwestlichen Rand der Ebene des Lindis River, der rund 7 km südwestlich in den Clutha River/Mata-Au mündet. Durch die Siedlung führt der New Zealand State Highway 8, der rund 34 km weiter nordöstlich den Lindis Pass überwindet und nach Südwesten hin die Siedlung mit Cromwell verbindet.

## Wirtschaft
Die meisten Farmen in der Region betreiben Schafzucht mit Merinoschafen, hinzu kommen andere Schafrassen, Fleischrinder und Hirschzucht. In den letzten Jahren wurden einige Weingüter angelegt, die hauptsächlich Pinot Noir und Riesling anbauen.

## Bildungswesen
Die Siedlung verfügt mit der Tarras School über eine Grundschule mit den Jahrgangsstufen 1 bis 8. Im Jahr 2017 besuchten 13 Schüler die Schule.